# Cavalier (zpěvák)
Cavalier, vlastním jménem Jakub Sokolowski (* 25. května 1991 Nový Bor), je český rapper.
Svůj první mixtape Brácha s bráchou vol. 1 vydal v roce 2013 společně se svým bratrem Janem, který celé album produkoval. Mixtape obsahuje 12 skladeb. Poprvé se proslavil díky singlům „Těžký Váhy“ a „Nemůžu si dovolit“, na kterých spolupracoval společně s Benem Cristovaem. Své debutové album Jeden z davu vydal v roce 2017 prostřednictvím vydavatelství ChampionShip Music. Album obsahuje 20 skladeb. Druhé album Sheep, obsahující 7 singlů, vydal v roce 2019. Studiové album, nesoucí název Jakub, vydal v roce 2020. V roce 2022 vydal EP pod názvem Konec prázdnin EP. Po pěti letech, v roce 2025, vydal nové album s názvem Srdcem.

## Diskografie

#### Studiová alba
- Jeden z davu (2017)[7][8]
- Sheep (2019)
- Jakub (2020)
- Srdcem (2025)

#### Mixtape
- Brácha s bráchou vol. 1 (2013)

#### EP
- Konec prázdnin EP (2022)

#### Singly
- „Těžký Váhy“ (2014)[3]
- „Nemůžu Si Dovolit“ (2014)
- „Střela“ (2015)[9]
- „Správnej Chlap“ (2015)
- „Miluju Svůj Život“ (2015)
- „Samuraj“ (2016)
- „Sny“ (2016)
- „Chtěli By Ji Mít“ (2017)
- „Tak To Vidím Já“ (2018)
- „Gravitace“ (2018)
- „Pro Jednou“ (2018)
- „Akorát“ (2019)
- „Ovce“ (2019)
- „L“ (2019)[10][11]
- „Gametime“ (2019)
- „Gratis“ (2020)
- „Tudy ne“ (2020)
- „Jakub“ (2020)
- „Pro sny“ (2021)
- „Já se vrátím“ (2022)
- „Problém není“ (2023)
- „Vzory“ (2023)
- „Se mnou“ (2023)
- „Comeback“ (2024)
- „Zvyk“ (2024)
- „Můj job“ (2024)
- „Opravdová“ (2024)
- „Křižovatky“ (2024)
- „Nejlepší pomsta“ (2024)
- „Žádný špatný“ (2024)